# 벨트클라세 취리히
벨트클라세 취리히(독일어: Weltklasse Zürich)는 스위스 취리히 Letzigrund에서 해마다 열리는 국제 육상 경기 대회이다. 과거에는 IAAF 골든 리그 대회 중 하나였으며, 현재는 IAAF 다이아몬드 리그의 하나로 치러지고 있다. 첫 대회는 1928년 8월 12일에 열렸다.